# 北長瀨站

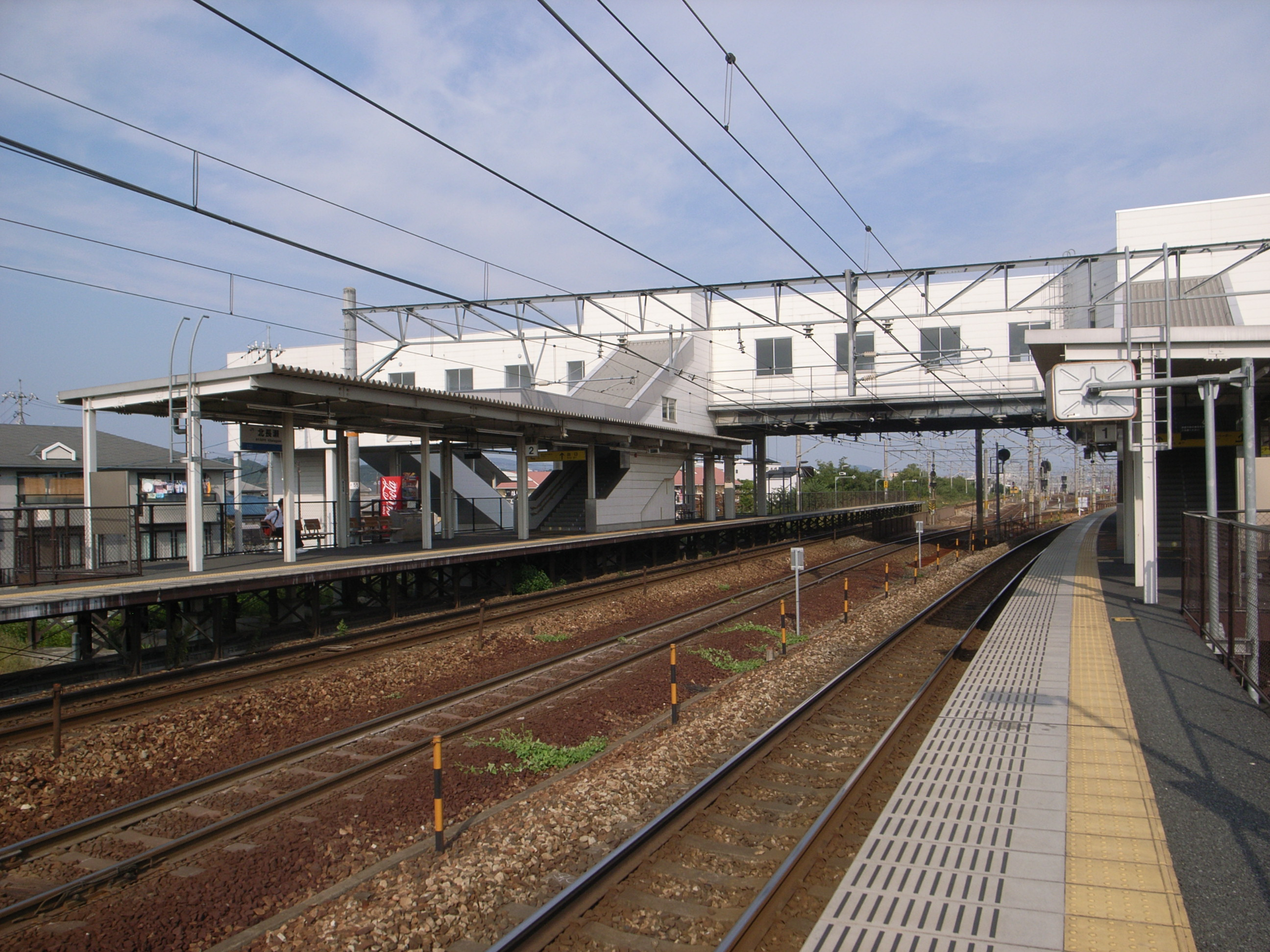
月台(2005年10月)

北長瀨站（日语：／ Kitanagase eki */?）是位於岡山縣岡山市北區北長瀨表町，屬於西日本旅客鐵道（JR西日本）山陽本線的車站。本站在運輸系統上屬於伯備線的車站。

## 歷史
在2005年（平成17年）10月1日，由於舉行陽光之國岡山國體，於舊國鐵岡山編組場遺址新設此站。車站前曾經為編組場，因此設有「岡山編組場遺蹟之碑」。在1997年7月18日至2008年12月31日之間於倉敷站站前（北出口）經營的蒂沃利公園當初是於此地方興建，並同時計劃興建此站。

### 年表
- 2005年（平成17年）10月1日 - 山陽本線西岡山站（現時為岡山貨運站）至庭瀨站之間新設此站。
  - 當時車站位於岡山縣岡山市北長瀨表町二丁目。
- 2007年（平成19年）
  - 5月24日 - 引入可接受ICOCA的簡易型自動閘機（日语：自動改札機）。
  - 9月1日 - 此站可以使用ICOCA。
- 2009年（平成21年）4月1日 - 岡山市成為政令指定都市，車站位於岡山市北區北長瀨表町二丁目。
- 2011年（平成23年）9月25日 - 自動閘機改用閘門式，並設置自動補票機。
- 2014年（平成26年）3月19日 - 上下行月台向庭瀨方向延長，並擴寬。
- 2016年（平成28年）4月13日 - 隨著引入CTC，閘口與月台設置了LED式列車出發資訊牌。

## 車站構造
本站為跨站式站房的地面車站，設有2面2線的相對式月台。站内設有轉轍器和絶對信號機，因此被定義為停留所（此站設有中線，用作來往岡山貨運站）。
此站是由岡山站管理的業務委託車站，並委托JR西日本岡山MAINTEC負責車站業務。此站設有綠色窗口（營業時間：7:00 - 20:00），可使用ICOCA與其互相可以使用的IC卡。閘內設有自動補票機，在閘外則設置ICOCA增值機。在櫃臺營業時間以外時設有特別閘口，由車站職員收集車票。
此站曾由倉敷站（管理站）和中庄站（地區站）負責管理。由於行政區域與管理區域進行整合，在2010年7月改由岡山站管理。站房的外牆主要以白色作為基調，南出口望有大型樓梯與大型上蓋，在近年啟用的岡山市內新車站比對起來，此站規律較大和豪華。站内設有無障礙設施，包括升降機和可供輪椅使用的廁所。
下行月台坐落於彎位上，因此列車停站時會向月台一向輕微斜側，在列車進站時會有黃色警告燈閃爍與發出警告聲，以提醒乘客注意月台與車廂地面。上下行本線之間設有岡山貨運站的下行引上線，用作貨物列車替換作業。

### 月台
| 月台 | 路線                     | 上下行 | 方向                     |
| ---- | ------------------------ | ------ | ------------------------ |
| 1    | 山陽本線                 | 下行   | 倉敷、福山方向           |
| 1    | 伯備線                   | 下行   | 倉敷、備中高梁、新見方向 |
| 2    | 山陽本線 （包含 伯備線） | 上行   | 岡山、姬路、播州赤穗方向 |

## 使用狀況
以下為近年1日平均乘車人次：
| 乘車人次轉變 | 乘車人次轉變     |
| 年度         | 1日平均 乘車人次 |
| ------------ | ---------------- |
| 2006         | 1,600            |
| 2007         | 1,913            |
| 2008         | 2,242            |
| 2009         | 2,422            |
| 2010         | 2,730            |
| 2011         | 2,975            |
| 2012         | 3,191            |
| 2013         | 3,411            |
| 2014         | 4,043            |
| 2015         | 4,021            |
| 2016         | 4,182            |
| 2017         | 4,352            |

## 車站周邊

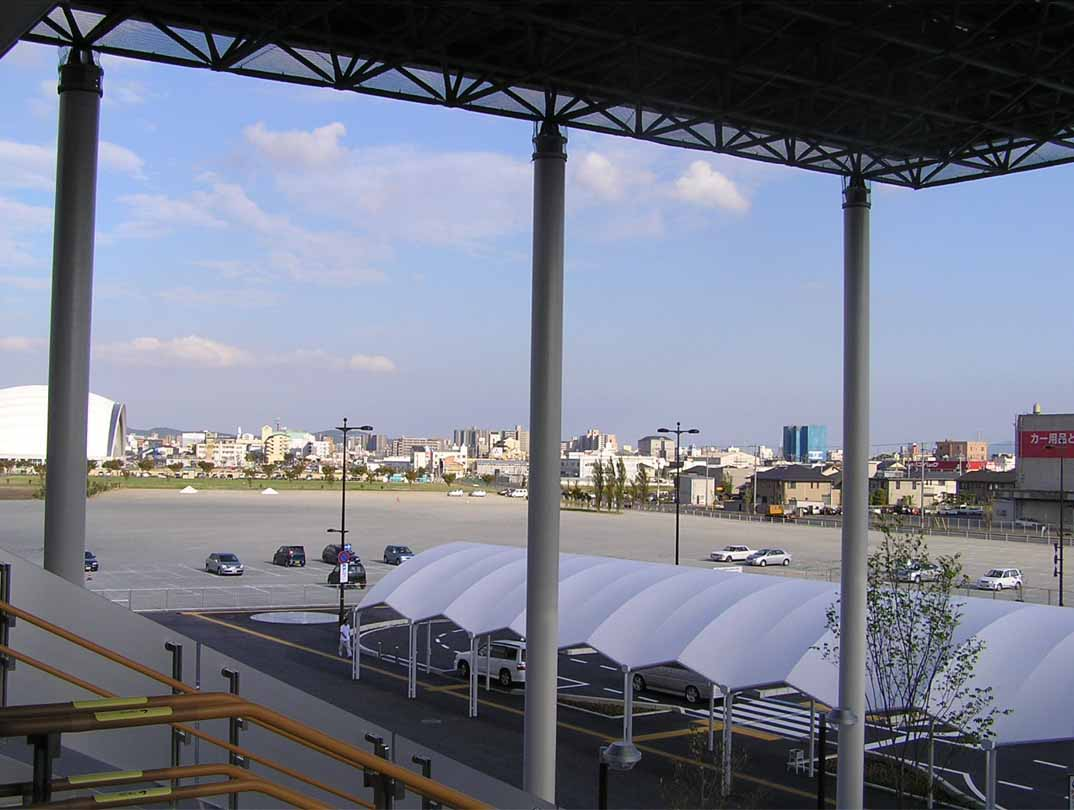
從南出口向東遠望

### 南出口
在南出口的東邊為編組場遺址，現時為岡山巨蛋，在更東邊的地方是岡山市中心。在2015年2月6日新設收費停泊單車場，在西側為岡山市立市民醫院，醫院於2015年5月7日遷移至此地。在南出口第2層的大樓設有天橋連接市民醫院。於岡山為總部的木下大馬戲團在岡山公開演出時，會使用車站南出口的東邊編組場遺址空地。在岡山巨蛋以西，車站以東之間為空地（Action Sport岡山場地），岡山市在「岡山編組場遺址發展基本計劃」中收集意見，隨後採用大和租賃的意見，若當中內容不變，將會建設住宅、超市和公園。
- Branch岡山北長瀨
  - 天滿屋Happies（日语：天満屋ストア）北長瀨店
  - 松本清 Branch岡山北長瀨店
  - CAN DO（日语：キャンドゥ） Branch岡山北長瀨店
- JMS 西岡山店
- ZAG ZAG（日语：ザグザグ）北長瀨店
- 岡山巨蛋（日语：岡山ドーム）
- 綜合醫院岡山市立岡山市民醫院
  - 塔利咖啡岡山市民醫院店

另外，附近設有處方藥房
- 問屋町（日语：問屋町 (岡山市)）（步行約10分鐘)
  - 岡山縣卸中心、問屋町Terrace

### 北出口
與南出口不同，北出口附近均為住宅區與小型工廠，沒有商店。在較遠的地方為農田區域。從車站向北步行10分便經過新幹線高架橋和縣道川入巖井線，在縣道上設有岡山西警署、岡山市西消防署與路邊商店。另外，在車站以北1公里設有吉備線（桃太郎線）大安寺站。
南出口為收費停泊單車場，但北出口為免費停泊單車場。但是北出口停泊單車場地面是未行鋪設，並沒有上蓋。
- 岡山縣立岡山大安寺中等教育學校（日语：岡山県立岡山大安寺中等教育学校）
- JR西日本岡山電車區（日语：岡山電車区）
- JR西日本博多綜合車輛所岡山分所

## 巴士路線
在南出口迴旋路設有以下巴士路線
- 岡電巴士
  - 前往平田、市政廳（日语：岡山市役所）、岡山、天滿屋（日语：天満屋バスステーション）（起點巴士站）
    - 在平日晚上8時後、星期六及假日晚上7時後出發前往岡山站或天滿屋方向的班次中，會以大元站法務局入口巴士站為終點站。
- 岡電巴士、兩備巴士（日语：両備バス）、下電巴士（日语：下津井電鉄）（聯營）
  - 前往中庄站、倉敷站（經縣道162號岡山倉敷線（日语：岡山県道162号岡山倉敷線））
  - 前往天滿屋、岡山站（經縣道162號岡山倉敷線）
    - 經縣道162號的2路線中，較少班次途經北長瀨站，不經北長瀨站的班次可於該縣道上的中仙道巴士站乘坐上述2路線[2]。

## 其他
在北長瀨站南出口迴旋路中設有收費停車場（首20分鐘免費）。在2017年12月16日起公映的電影跨越8年的新娘（只限岡山縣劇場在12月9日起）中，醫院停車場曾經登場。

## 相鄰車站
西日本旅客鐵道
 山陽本線、 伯備線（岡山站至倉敷站之間為山陽本線）
■快速「太陽快車」
通過
■普通
岡山－（岡山貨運站）－北長瀨－庭瀨

## 注腳
1. ↑  . 岡山縣.   [2019年3月24日]. （原始内容存档于2019年3月24日）.
2. ↑  .   [2020-03-24]. （原始内容存档于2020-02-18）.

## 外部連結
- 北長瀨｜車站資訊：JR出門網 - 西日本旅客鐵道